# Hoplolabis punctigera
Hoplolabis punctigera là một loài ruồi trong họ Limoniidae. Chúng phân bố ở miền Cổ bắc.